# Baía Sul

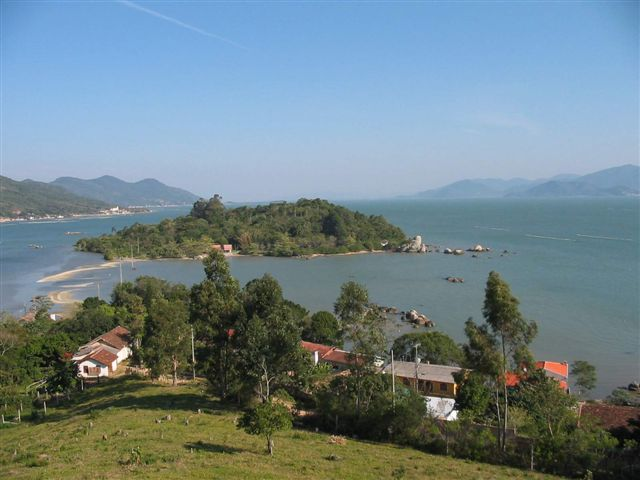
Vista da baía Sul a partir da ilha de Santa Catarina, vendo-se no centro a Ilha Maria Francisca

A baía Sul, localizada no estado brasileiro de Santa Catarina, é formada pelo estreitamento do canal entre a Ilha de Santa Catarina e o continente, que ocorre entre o bairro Coqueiros (parte continental de Florianópolis) e o centro, na parte insular de Florianópolis. Alguns trechos de suas margens foram aterrados para a construção de vias públicas, como o Aterro da Baía Sul (onde foram construídos os acessos às pontes Colombo Salles e Pedro Ivo Campos e o Aterro da Via Expressa Sul, que dá acesso ao Aeroporto Hercílio Luz e ao sul da ilha de Santa Catarina. Na parte, continental foi feito outro aterro para a construção da avenida Beira Mar (ou "Litorânea"), no município de São José.

## Cidades circunvizinhas
Florianópolis, São José e Palhoça são os municípios em torno da Baía Sul. Florianópolis a envolve tanto pelo lado insular quanto pelo lado continental. Já São José e Palhoça apenas pelo lado continental, do norte para o sul, até a Praia do Sonho, em Palhoça.

## Geografia do entorno
Ao redor desta baía, estão os pontos culminantes da região: na ilha o Morro do Ribeirão da Ilha, na localidade histórica do Ribeirão da Ilha, com cerca de 532 metros. No continente, o Morro do Cambirela, com mais de 1000 metros de altitude.

## Ilhas
São várias as ilhas na baía Sul. Bem próxima ao centro da cidade está uma pequena ilha, com cerca de 1000 m², chamada ilha das Vinhas, perto do bairro José Mendes. Mais ao sul, próximas à foz do rio Imaruí, no bairro Ponta de Baixo, em São José, mais duas ilhas. No centro da baía, a ilha do Largo. Próximas ao bairro Tapera e da Base Aérea de Florianópolis há a ilha Maria Francisca e a ilha das Laranjeiras. No extremo sul da baía, próximas ao canal que a liga ao oceano Atlântico há a ilha dos Papagaios.

## Rios
Os principais rios que deságuam na baía Sul são, na margem insular, o rio Tavares e o Ribeirão da Ilha; na margem continental o rio Imaruí, o rio Aririú e o rio Cubatão.

## Mangues
Às margens da baía sul, pode-se destacar dois grandes manguezais: o Manguezal do Rio Tavares, no qual se encontra a Reserva Extrativista Marinha do Pirajubaé, e o Manguezal de Palhoça, no municipio de Palhoça.

## Farol
Na Ponta de Naufragados, foi instalado um farol devido à periculosidade do acesso à baía, o que motivou o nome deste acidente geográfico.

## Representação na cultura
- Retratada na obra do célebre pintor catarinense e professor da Academia Imperial de Belas Artes, Victor Meirelles.

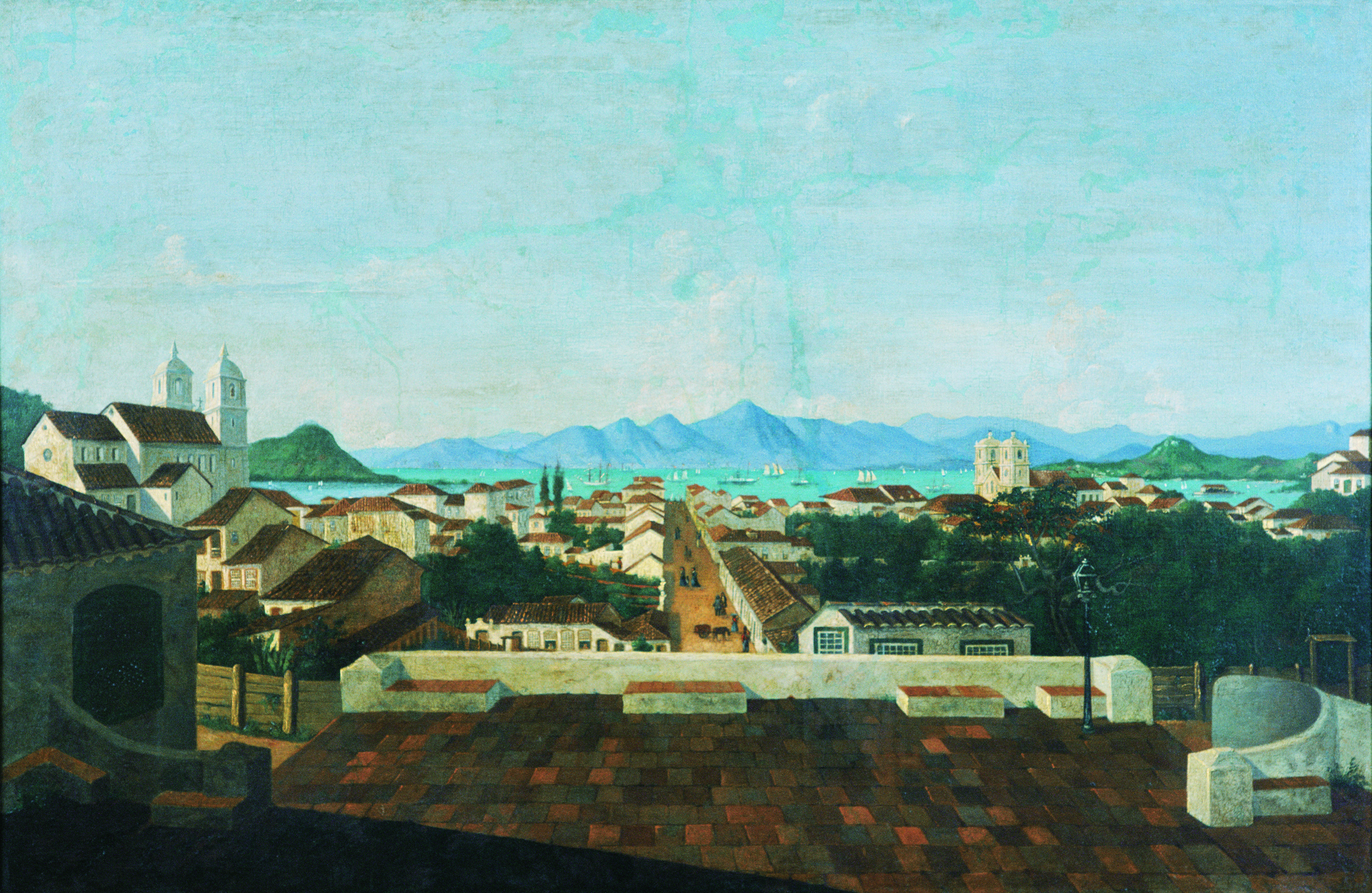
Vista da Baía Sul de Victor Meirelles